# Többsejtűek

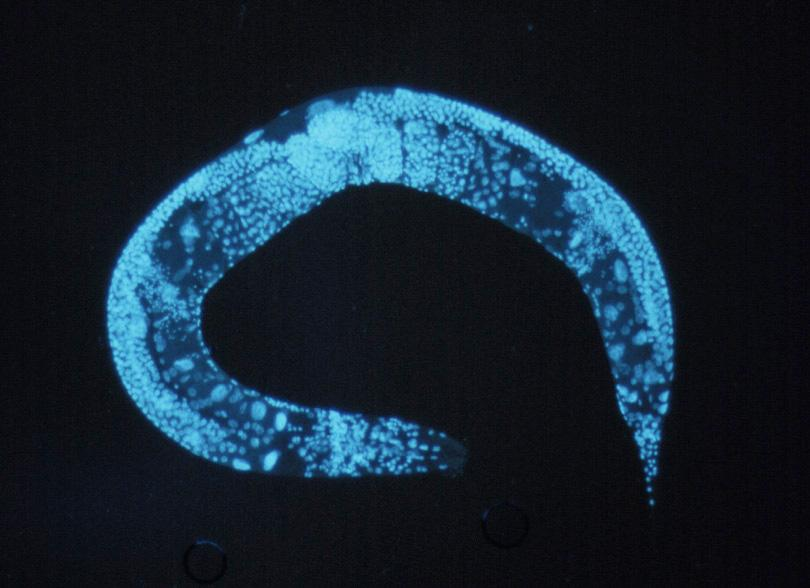
Caenorhabditis elegans

A többsejtű élőlények, röviden többsejtűek, olyan élőlények, amelyek egynél több sejtből épülnek fel, szemben az egysejtű élőlényekkel, melyek egyetlen sejtből állnak.
Többségük makroszkopikus méretű, de akadnak kivételek, például a nyálkaspórások vagy a medveállatkák.
Egyes többsejtű élőlények egy bizonyos életszakaszukban képesek sejtjeik összeolvasztásával úgynevezett (egy sejtnek tekinthető) szincitiumot képezni. Ilyenek a nyálkaspórások.
Egyes egysejtű élőlények bizonyos életszakaszukban képesek egyetlen több sejtmaggal rendelkező halmazzá összeolvadni. Ilyenek például a nyálkagombák.
Ezt 3 csoportra tudjuk osztani: sejttársulás (pl.: gömbmoszat), telepes, szövetes (pl.: páfrányok, virágok). Telpeseket pedig 3 részre tudjuk csoportosítani: fonalas telep (pl.: békanyálmoszat), lemezes telep (pl.: tengeri saláta), és teleptestes (pl.: lombosmoha)